# Кояма Ура

Ура Кояма (яп. 小山 ウラ Кояма Ура; 30 серпня 1890 року, префектура Хіросіма, Японія — 5 квітня 2005 року, Іїдзука, префектура Фукуока, Японія) — японська супердовгожителька. З 13 листопада 2003 року до своєї смерті була найстарішою нині живою повністю верифікованою людиною в Японії (після смерті Мітойо Кавате).

## Життєпис
Ура Кояма народилася 30 серпня 1890 року в префектурі Хіросіма, Японія. Разом з чоловіком Кісабуро вона мала трьох дітей. В 1977 році Ура переїхала до свого онука в Іїдзуку, префектура Фукуока.
5 квітня 2005 року Ура Кояма померла від пневмонії в лікарні Іїдзуки у віці 114 років і 218 днів. На момент своєї смерті вона була четвертою найстарішою нині живою повністю верифікованою людиною в світі.
Після смерті Ури Коями найстарішою людиною в Японії стала Йоне Мінаґава.